# 林仲毅
林仲毅（1961年3月25日—），中華民國政治人物，出身政治世家，父親林和順曾任兩屆未改制前的大里鄉長，其繼承父親衣缽，在擔任中縣議會第十三、十四屆縣議員後，連任兩屆大里市長，於2010年4月7日涉收回扣遭約談。

## 經歷
來自大里市的政治世家，大學主修土木工程，畢業後，配合所學在營造廠工作，之後考取公務員資格，在大里鄉公所上班。最後受到鄉親所託，選上台中縣議員，兩任屆滿後轉任大里市市長。在大里市長任期間，展現其親民作風，訪視基層並關懷照顧弱勢族群，在其爆發回扣案之前，八年任期內大抵上風評尚佳。
在市長任期間，有感於管理知識、概念不足，在其夫人提議下，萌生進修充實的念頭，剛好台中暨健康管理學院（亞洲大學前身）研究所正在招生，最後其夫妻倆一起考上亞洲大學經營管理研究所。
輔選失利
2010年1月9日簡肇棟擊敗中國國民黨提名的現任太平市長余文欽，當選第七屆補選立委，林仲毅本支持同為國民黨的參選人余文欽，但最後余敗給民進黨的簡肇棟，第七屆立委國民黨補選失利，一般認為現任大里市長林仲毅責無旁貸。
爆涉貪收回扣
2010年4月7日台中檢調於上午兵分七路搜索台中縣大里市公所、大里市長林仲毅及其連襟何宏藩住處等七處，並調閱十幾件小型工程發包文件。檢調單位去年底接獲檢舉，並經過數月蒐證，於4月7日派遣台中調查局人員，展開實際調查。四、五十名檢調人員兵分七路，分別對林仲毅的住處、車子、辦公處所，以及何宏藩的住處、辦公處所進行搜索，並將林仲毅一起帶回市公所協助調閱資料。檢調同時也至相關工程的業者住處搜索並傳喚兩名業者到案說明。
2010年8月6日，台中地檢署依貪污罪起訴林仲毅，求處有期徒刑二十年。
林氏聲明於任期中遭受誣陷，故初期委請律師代為訴訟，交保後，仍極力洗脫污名，全案仍在上訴中。
2011年12月23日，台中地方法院判處林仲毅18年有期徒刑，何宏籓2年、緩刑5年，趙健達2年6月，並追回不法所得七百多萬元。
宣佈參選大台中市議員
已經擔任二屆又延任一年的大里市長林仲毅，由於地方制度合併升格後無法轉任區長，遂決定角逐2010年年底大台中市議員。
2010年9月17日，有案在身的林仲毅登記參選首屆台中直轄市三合一選舉第13選區市議員。
台中縣大里市長任內幫助同黨立委江連福賄選遭判刑確定
前國民黨台中縣立委江連福於2008年競選連任時，分別由自己及樁腳、前台中縣大里市長林仲毅，各持5萬元向太平市民代表陳連吉、新仁里長林水源買票，被陳連吉錄下退回賄款的畫面，交由簡肇棟向檢方檢舉。
2012年2月22日，最高法院依違反《選罷法》判處江連福4年6月、林仲毅4年徒刑，全案定讞。2012年3月20日，林仲毅到地檢署完成報到，發監執行。